# Guanosina

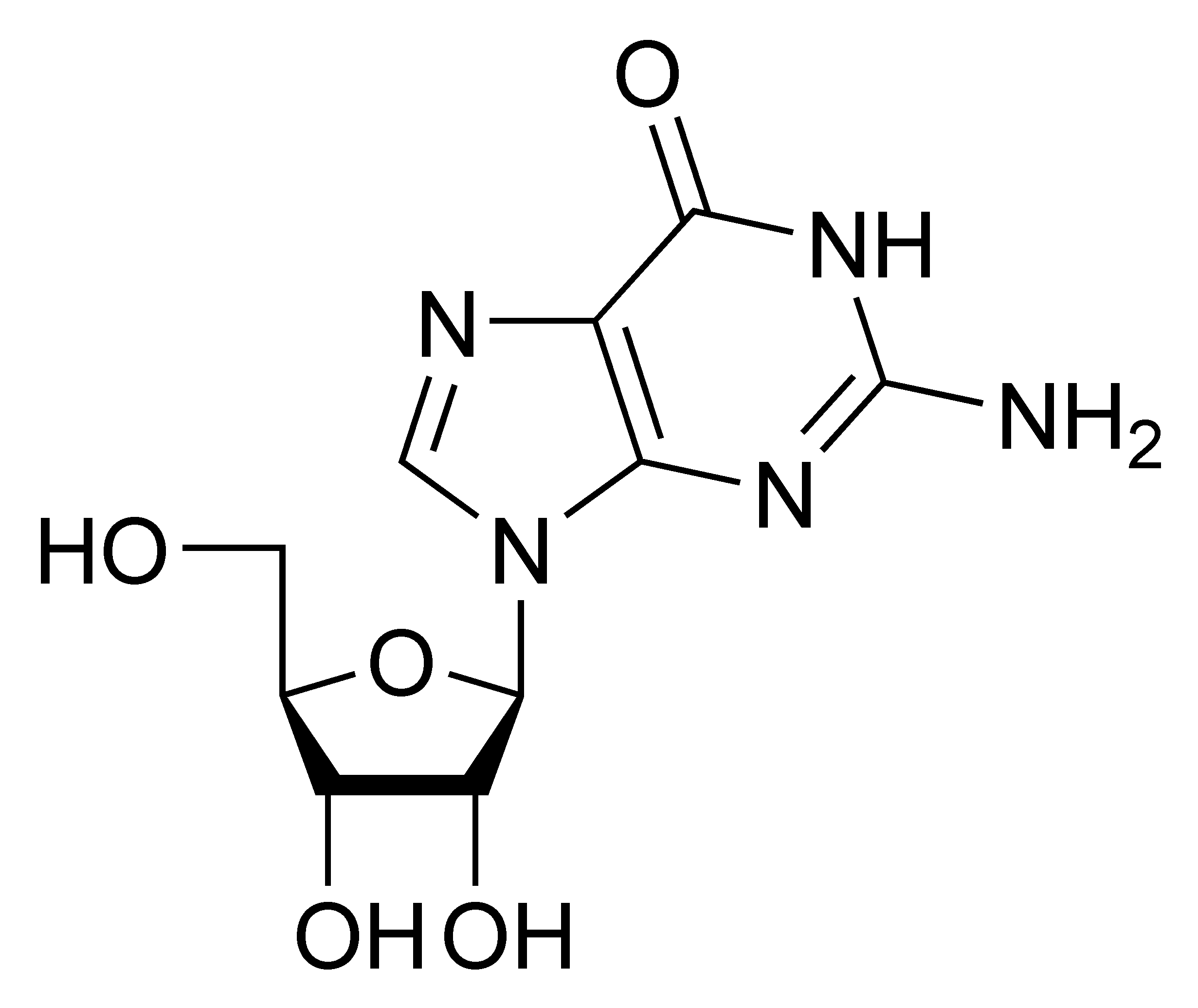
Estructura química de la guanosina.

La Guanosina es un nucleósido que se obtiene al enlazar la base nitrogenada guanina a un anillo de ribosa (también denominado «ribofuranosa») mediante un enlace glucosídico β-N9.
La guanosina puede ser fosforilada, obteniéndose GMP (guanosín monofosfato), cGMP (guanosín monofosfato cíclico), GDP (guanosín difosfato) y GTP (guanosín trifosfato).
Cuando la guanina se enlaza a un anillo de desoxirribosa, el compuesto resultante se conoce como desoxiguanosina.

## Síntesis "de novo" de nucleótidos
Prácticamente todos los seres vivos pueden sintetizar el nucleótido de guanosina (GMP)a partir de precursores más simples. En la biosíntesis de guanosina, podemos distinguir dos fases:
1-Una primera fase común para la síntesis de todos los nucleótidos purínicos (AMP y GMP). El producto final de esta ruta es el nucleótido de hipoxantina, llamado inosina monofosfato (IMP). Comienza con la transformación de ribosa-5-fosfato en fosforribosilpirofosfato (PRPP), mediante el gasto de un ATP que pasa a AMP. A continuación, una serie de casi diez reacciones complejas, que están fuera del alcance de esta enciclopedia, convierten el PRPP en IMP. Como aproximación, podemos decir que intervienen y aportan átomos a la base nitrogenada la glutamina, el N-10-Formiltetrahidrofolato, la glicina, el aspartato y el CO2.
2-En la segunda fase se produce la divergencia entre la síntesis de AMP y GMP. Para la síntesis de guanosina, el IMP sufre la acción del enzima IMP deshidrogenasa, que oxida la inosina en xantina monofosfato (XMP). A continuación, una molécula de glutamina cede el grupo amida el carbono 2 de la xantina, para dar guanosina monofosfato (GMP). Este último paso conlleva la hidrólisis de un ATP, y se lleva a cabo gracias al enzima XMP amidotransferasa. Ahora, el GMP puede fosforilarse a GDP y a GTP mediante la transferencia de grupos fosfato del ATP.
Dada la importancia que tiene en la célula el equilibrio entre los concentraciones de los distintos nucleótidos, todo este proceso está finamente regulado. Existen tres puntos de control en la síntesis de GMP:
-La PRPP sintetasa, que cataliza la síntesis de PRPP a partir de ribosa-5-fosfato y ATP, se inhibe por los nucleótidos de purina. 
-La PRPP amidotransferasa, que cataliza el primer paso en la ruta que va del PRPP al IMP, se inhibe por sus productos finales: GMP, AMP y IMP. Asimismo, se activa por su propio sustrato, el PRPP. Este enzima, pues, constituye un ejemplo de los procesos de retroinhibición de retroactivación, respectivamente.
-La IMP deshidrogenasa sufre la retroinhibición del GMP.
- Datos: Q422462
- Multimedia: Guanosine / Q422462